# Ostfriesische Nachrichten
Die Ostfriesischen Nachrichten (ON) sind eine traditionsreiche ostfriesische Tageszeitung und erscheinen unter dem Dach der ZGO Zeitungsgruppe Ostfriesland GmbH. Kernverbreitungsgebiet sind die Stadt Aurich und deren Umland, der so genannte Altkreis Aurich (ohne den ehemaligen Landkreis Norden). Hier sind die Ostfriesischen Nachrichten die meistgelesene Tageszeitung. Die verkaufte Auflage beträgt 10.331 Exemplare, ein Minus von 21,7 Prozent seit 1998.

## Profil und Ausrichtung
Die Ostfriesischen Nachrichten positionieren sich als Zeitung und allgemeiner Anzeiger für Aurich und Ostfriesland seit 1864. Der redaktionelle Schwerpunkt liegt auf Meldungen und Berichten aus der Stadt Aurich sowie den umliegenden Gemeinden Südbrookmerland, Brookmerland, Ihlow, Großefehn und der Stadt Wiesmoor. Auf der Titelseite wird (bis auf eine hervorgehobene Spalte) in der Regel ausschließlich über Themen aus dem Landkreis Aurich und Ostfriesland berichtet, wodurch ein starker Lokalbezug der ON erzeugt wird. Auf einer Ostfriesland-Seite wird außerdem täglich über das Geschehen in den Nachbarlandkreisen Leer und Wittmund sowie der Stadt Emden berichtet.
Im Frühjahr 2005 wechselten die ON den Anbieter der überregionalen Mantelseiten. Diese werden nun nicht mehr von der Nordwest-Zeitung in Oldenburg geliefert, sondern von der Neuen Osnabrücker Zeitung in Osnabrück. Seit 2005 werden die Ostfriesischen Nachrichten in Nordhorn im Verlag der Grafschafter Nachrichten gedruckt. Die Redaktion der Ostfriesischen Nachrichten hat ihren Sitz in Aurich und eine Außenstelle in Moordorf.

## Geschichte
Am 1. April 1861 stellte der Buchdrucker-Geselle Adolf Hermann Friedrich Dunkmann einen Antrag zur Errichtung einer Druckerei beim Magistrat der Stadt Aurich. Am 4. Oktober des Jahres erhielt er dann die Druck-Konzession. Etwa zweieinhalb Jahre später, am 26. Januar 1864, erschien die Erstausgabe der Zeitung, damals noch unter dem Titel Auricher Nachrichten. Das Blatt erschien dienstags und freitags – immer zu den Auricher Markttagen, hatte vier Seiten und kostete jährlich einen Taler. Der Anzeigenpreis war mit sechs Pfennig pro Zeile angesetzt. Nachdem das Blatt schnell auch über die Grenzen Aurichs hinaus erfolgreich war, erfolgte am 2. Januar 1873 die Umbenennung in Ostfriesische Nachrichten, erweitert um einen Emder Lokal-Anzeiger. Zu dieser Zeit hatte das Blatt eine Auflage von 1200 Exemplaren. Zum Jahresbeginn 1895 übergibt A.H.F. Dunkmann die Firma an seinen Sohn Adolf Heinrich.

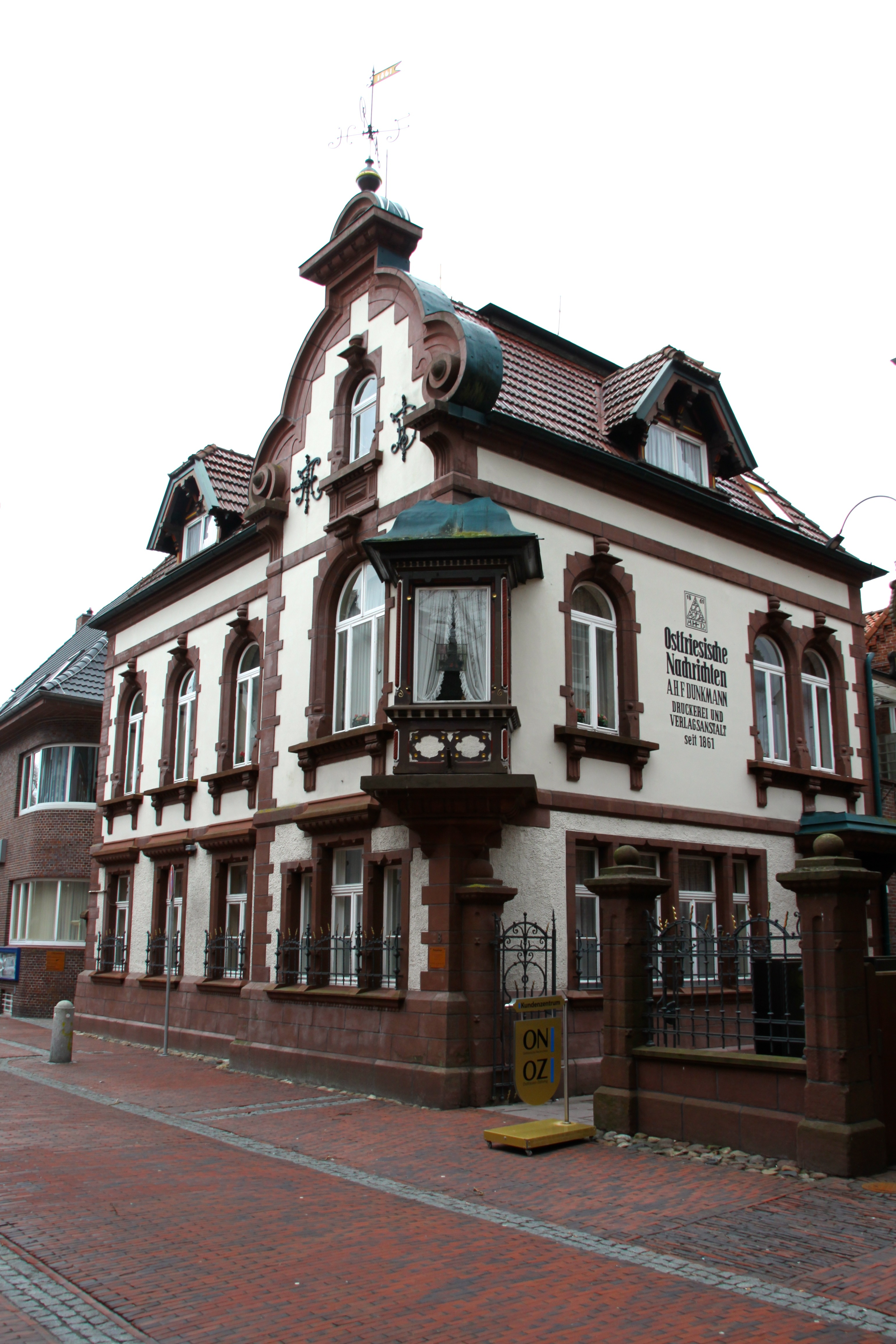
Das Verlagsgebäude der Dunkmann GmbH in der Auricher Kirchstraße

Unter seiner Ägide wandelte sich das Blatt. Neben den amtlichen Mitteilungen, Berichten aus der Region und anderen „nützlichen Informationen“, bezog Dunkmann politisch eindeutig Stellung. Steigende Auflagenzahlen machten den Bau eines neuen Verlagshauses nötig, dass an der Kirchstraße entstand.
Nach dem Tod Adolf Heinrich Dunkmanns im März 1918 führte zunächst der ON-Prokurist und Redakteur Karl Meyer das Unternehmen. Der noch junge Sohn Adolf Heinrichs, Dietmar Dunkmann, arbeitete als Angestellter in der Firma.
Die Auflage der ON kletterte bis zum Ende des Ersten Weltkrieges auf 10.300. Danach sah sich das Blatt den Wirrungen der Inflation ausgesetzt. 1923 kostete die ON-Einzelnummer 150 Mark, das monatliche Abo 3.500 Mark. Im Juli kostete die Einzelnummer noch 400 Mark, das Abo 10.000 Mark. Dann begannen die Preise so schnell zu steigen, dass sich der Bezugspreis oft von einem Tag zum anderen änderte. Für Material und Herstellung sind die Preise bis auf das Hundertfünfzigfache gestiegen, was das Unternehmen fast in die Knie zwang.
Zwischenzeitlich musste die Zeitung wegen Papierknappheit das Erscheinen einstellen. Ab 1. September 1923 wurde sie wieder täglich herausgegeben, zum Bezugspreis von einer Million Mark. Drei Wochen später mussten für eine Ausgabe 20 Millionen Mark bezahlt werden. Am 3. November kostete die ON 600 Millionen Mark. Ab Dezember wurde mit Goldmark gerechnet. Der ON-Bezugspreis lag nun verbindlich bei 2,50 Goldmark – umgerechnet 2,5 Billionen Papiermark.
Durch die Folgen der Inflation war das Verlagshaus Dunkmann schwer angeschlagen. 1932 übernahm Dietmar Dunkmann die Leitung des Hauses. Der bürgerlich-liberalen ON setzten die Nationalsozialisten eine eigene Lokalzeitung entgegen, die Ostfriesische Tageszeitung – Nationalsozialistisches Volksblatt für Schaffende aller Stände (OTZ). Dies zwang die ON abermals fast in die Knie.
Nach dem Krieg dauerte es bis 1949, ehe Dunkmann eine Zeitungslizenz erhielt. Die erste Ausgabe der ON nach dem Krieg erschien am 27. September 1949. Am 7. Juni 1950 starb Dietmar Dunkmann. Das Blatt wurde nun von seiner Witwe Maud Dunkmann geführt. Zu dieser Zeit einigten sich die ostfriesischen Altverleger auf den Schutz ihrer Verbreitungsgebiete „in gegenseitiger Rücksichtnahme im Wettbewerb“. Auf dieser Grundlage entstand in Ostfriesland eine bis heute vielfältige Zeitungslandschaft, wie sonst nirgendwo in der Bundesrepublik. Jeder Landkreis behielt seine angestammte Heimatzeitung mit entsprechend differenzierter Lokalberichterstattung. Auch nach der Gebietsreform im Jahre 1978, bei der der Landkreis Norden im Landkreis Aurich aufging, blieben die ON beim Verbreitungsgebiet „Altkreis Aurich“. Entsprechend hat der Landkreis Aurich zwei traditionelle Lokalzeitungen. Bis heute wird im „Altkreis Norden“ der Ostfriesische Kurier gelesen. 1978 stellten die ON vom Bleiverfahren auf Computertechnologie um. 1986 wechselte der Druckort der ON nach Emden. Seit 2005 wurden die Ostfriesischen Nachrichten in Nordhorn gedruckt. Damit einher ging ein Wechsel vom Berliner Format auf das größere Rheinische Format.
Die erste Internetpräsenz richteten die Ostfriesischen Nachrichten 1996 ein. Mitte 2009 wurden die ON von einer Tochtergesellschaft der Zeitungsgruppe Ostfriesland gepachtet. Anfang Oktober 2009 wurde ein starker Stellenabbau angekündigt. Seit 2012 erschienen die ON auch als E-Paper. Im gleichen Jahr komplementierten Apps das digitale Angebot.
Seit dem 4. März 2021 erscheinen die Ostfriesischen Nachrichten in einem neuen Layout.

## Erscheinungsweise
Die Ostfriesischen Nachrichten erscheinen von montags bis sonnabends, morgens in gedruckter Form im Rheinischen Format. Die E-Paper-Ausgabe der Zeitung ist bereits am Vorabend des Erscheinungstags ab 19:45 Uhr abrufbar.

## Auflage
Die Ostfriesischen Nachrichten haben im Gegensatz zu den meisten deutschen Tageszeitungen in den vergangenen Jahren nur geringe Auflageneinbußen zu verzeichnen. Die verkaufte Auflage ist in den vergangenen 10 Jahren um durchschnittlich 2,4 % pro Jahr gesunken. Im vergangenen Jahr hat sie um 3,1 % abgenommen. Sie beträgt gegenwärtig 10.331 Exemplare. Der Anteil der Abonnements an der verkauften Auflage liegt bei 90,3 Prozent.
| 1998  | 1999  | 2000  | 2001  | 2002  | 2003  | 2004  | 2005  | 2006  | 2007  | 2008  | 2009  | 2010  | 2011  | 2012  | 2013  | 2014  | 2015  | 2016  | 2017  | 2018  | 2019  | 2020  | 2021  | 2022  | 2023  | 2024  |
| ----- | ----- | ----- | ----- | ----- | ----- | ----- | ----- | ----- | ----- | ----- | ----- | ----- | ----- | ----- | ----- | ----- | ----- | ----- | ----- | ----- | ----- | ----- | ----- | ----- | ----- | ----- |
| 13192 | 13350 | 13566 | 13766 | 13536 | 13580 | 13548 | 13823 | 13686 | 13768 | 13756 | 13693 | 13545 | 13424 | 13401 | 13273 | 13108 | 13027 | 12766 | 12400 | 12123 | 11972 | 12127 | 11848 | 11068 | 10659 | 10331 |

## Digitale Angebote
Das digitale Angebot der Ostfriesischen Nachrichten umfassen ein E-Paper, eine Website sowie verschiedene Apps. Bereits 1996 wurden Leser abends auf der ON-Website über tagesaktuelle Themen informiert. Seit 2012 können die ON neben der gedruckten Variante auch als E-Paper gelesen werden. Dieses enthält zusätzlich zur digitalisierten Bildschirmversion der Zeitungsseiten auch Videos und Bildgalerien zu einigen Artikeln sowie Verlinkungen bei Werbeanzeigen.
Im Online-Archiv der ON können die Nutzer seit 2013 nach alten Ausgaben, Webinhalten, Videos und Bildergalerien recherchieren.
Auf der Website der Ostfriesischen Nachrichten werden Nachrichten, Artikel und weitere Beiträge veröffentlicht, die Seite wird mehrmals täglich aktualisiert. 2016 wurde für die Website eine sogenannte Bezahlschranke eingeführt. Damit wurde die vollumfängliche Nutzung der Inhalte für den Leser kostenpflichtig. Die unter den Namen ostfriesen.tv eingebundenen Videos sind kostenlos zugänglich.
Bestellen können Leser die digitalen Angebote online oder im Media Store in Aurich. Der Media Store soll den Kunden an die digitalen Angebote heranführen, dient als Verkaufsstelle und bietet Einführungsschulungen am digitalen Endgerät an.
Seit April 2020 bieten die Ostfriesischen Nachrichten den kostenlosen Newsletter „ON um 7“ aus der Chefredaktion an mit Themen aus der Stadt Aurich und Umgebung. Die Ostfriesischen Nachrichten sind auf den Social-Media-Kanälen Twitter, Facebook und Instagram vertreten.

## Rügen des Presserats
Im Dezember 2014 erhielten die Ostfriesischen Nachrichten eine „nicht öffentliche Rüge“ des Presserats. Die Zeitung habe, so der Beschwerdeausschuss der Organisation der großen deutschen Verleger- und Journalistenverbände, in einem Gerichtsbericht über einen mehrfachen sexuellen Missbrauch zu detailliert über die vorgeworfenen Taten berichtet und dadurch das Opfer in seinem sozialen Umfeld stigmatisiert. Aus Gründen des Opferschutzes müssen „nicht öffentliche Rügen“ von dem betroffenen Medium nicht veröffentlicht werden. Eine weitere – öffentliche – Rüge erhielt die Zeitung im Jahre 2001.